# ステッリーネ
ステッリーネ(Stelline)またはステッレ(Stelle)は、小型のパスタの形である。イタリア語で、Stellineは「小さな星」、Stelleは「星」という意味である。小麦粉を材料とし、多くは卵を含む。様々な大きさに作り、星型で中央に穴が空いている。19世紀の複数の辞書に、その使用が記録されている。他のパスティーナと同様に主にスープの具材として用いられ、サラダとして食べることもある。